# نيكولاي خولودني
ميكولا هريهوروفيتش خولودني (بالأوكرانية: Микола Григорович Холодний؛ 22 يونيو 1882 - 4 مايو 1953) هو عالم أحياء دقيقة مؤثر، عمل في جامعة كييف، أوكرانيا، في الاتحاد السوفيتي خلال ثلاثينيات القرن العشرين.
يشتهر بنموذج خولودني-فنت، الذي طوره بشكل مستقل مع فريتس فارمولت فنت من معهد كاليفورنيا للتقانة. ومع ذلك، لم يلتقِ الرجلان قط، رغم ارتباطهما بنفس النظرية.
عمل خولودني في حديقة ألكسندر فاسيليفيتش فومين النباتية [الإنجليزية]، التابعة لجامعة كييف. وكان من رواد مفهوم التصاق الميكروبات بالأسطح، مستخدمًا تقنية وضع شرائح زجاجية في الأرض لفترة زمنية محددة، ثم استخدام مجهر لفحص الشرائح. سُميت بدائية النواة «ليبتوثركس خولودني» باسمه. اقترح خولودني في 1927، أن خلايا غمد النخاع تُستقطب أولًا تحت تأثير التعرض غير المتساوي للضوء، وبالتالي يمكن لهرمون النمو أن ينتشر بسرعة أكبر نحو الجانب في الظل من أي اتجاه آخر. توصل فنت إلى نفس النتيجة في 1928، وارتبط اسما العالمين بنظرية خولودني-فنت المثيرة للجدل.

## أعماله
تشمل أعماله المختارة بالألمانية ما يلي:
- 1926 Die eisenbakterien : bieträge zu einer monographie حرره نيكولاي خولودني
- 1928 Über eine vermeintliche Anomalie im Wachstumsmodus der Wurzeln von Lupinus albus حرره نيكولاي خولودني
- 1932 Lichtwachstumsreaktion und Phototropismus 2 حرره نيكولاي خولودني
- 1933 Zum Problem der Bildung und physiologischen Wirkung des Wuchshormons bei den Wurzeln حرره نيكولاي خولودني
- 1939 Spezielle Methoden.

نشر نيكولاي خولودني وإي. خ. سانكيفيتش في 1937، مقالاً عن تأثير التيارات الكهربائية الضعيفة على نمو غمد النبات في مجلة فسيولوجيا النبات.
وفي العام نفسه، نشر مقالاً عن تشارلز داروين ونظرية الاستوائيات الحديثة في مجلة ساينس.